# Ectopsocus thibaudi
Ectopsocus thibaudi är en insektsart som beskrevs av André Badonnel 1979. Ectopsocus thibaudi ingår i släktet Ectopsocus och familjen rektangelstövsländor. Inga underarter finns listade i Catalogue of Life.